# Сповідь маски
«Сповідь маски» (яп. 假面の告白, камен но кокухаку) — перший роман японського письменника  Юкіо Місіми (справжнє ім'я Хіраока Кімітаке), написаний у традиційному для Японії біографічному жанрі — «ватакусісесецу», який приніс його автору популярність і визнання. У романі автор із нечулістю досвідченого патологоанатома препарував власні почуття і юнацькі переживання, пропонуючи читачеві зазирнути туди, куди чужинців зазвичай не впускають — у свій внутрішній світ. Уперше опублікований у 1949 році, цей твір вразив японського(а потім і європейського) читача не лише сміливою відвертістю автора, що признається у своїх гомосексуально-садистських фантазіях, але і незвичайною для 24-річного прозаїка зрілістю стилю, віртуозністю письма.

## Сюжет
Дія роману охоплює період з 1925 по 1947 рік. Оповідь ведеться від першої особи і є життєписом самого автора, його внутрішніх переживань і шматуваннь. Головний герой Кімі (це ім'я згадується в романі лише одного разу і посилає читача до справжнього імені самого Місіми) ще в ранньому дитинстві виявляє у себе гомосексуальні й садо-мазохістські нахили. Через свій вік і соціальні підвалини хлопчик не здатен розібратися в собі, страждає через свою несхожості на інших хлопчиків свого віку. Герой всіляко намагається здаватися «нормальним», для чого винаходить собі деяку маску «нормальності». Проте природа бере своє: в п'ятнадцятирічному віці хлопчик закохується у свого однокласника, другорічника Омі, який викликає у героя справжнє еротичне бажання, проте це почуття не отримує ніякого продовження. Герой намагається боротися зі своєю темною стороною, він навіть намагається «закохатися» в старшу сестру свого товариша, проте щоночі «вдається до поганої звички», уявляючи у своїх еротичних фантазіях прекрасних юнаків, яких він катує найвитонченішими способами.
Переломним моментом можна вважати зустріч головного героя з молодшою сестрою його шкільного друга Кусано Санако. Дівчина будить в душі героя нові, досі невідомі йому почуття, які він сприймає за кохання. У своєму бажанні «бути нормальним» герой продовжує спілкування з Санако, між ними виникають романтичні стосунки. Проте, коли мова заходить про весілля, головний герой не на жарт лякається, оскільки усвідомлює, що любить Санако душею, але ніяк не тілом. Він відмовляється від весілля і продовжує навчання в університеті. У цей період він остаточно переконується, що не здатний мати ніяких сексуальних стосунків з жінками.
Після війни головний герой випадково зустрічає на вулиці Санако, яка на той час вже вийшла заміж і щаслива в шлюбі. Протагоніст відчуває нагальну потребу бути поряд з дівчиною, говорити з нею, дивитися на неї. Герої починають зустрічатися крадькома раз на місяць по декілька годин, вони розмовляють, гуляють. Одного дня Санако просить припинити ці зустрічі, оскільки «якщо вони не зупиняться зараз, то їм буде погано». У фінальній сцені роману на танцмайданчику, де опинилися автор і Санако, ми бачимо, що в душі героя нічого не змінилося, дарма що присутність поряд прекрасної молодої жінки, він як і раніше задивляється на напівоголених танцюристів-чоловіків.

## Автобіографічність роману
«Сповідь маски» побудована на автобіографічних сюжетах, що оповідають про пристрасті й переживання юного японця середини XX століття, котрий гостро відчуває свою відмінність від звичайних людей. Роман є автобіографічним не тільки за змістом; автор прагне надати не просто опис власного життя, а намагається зрозуміти природу людського характеру. Однак, попри автобіографічність роману, велика кількість фактів і бажань автора — вигадані.
Попри велику схожість автора з головним героєм роману, до всіх «зізнань» у книзі варто ставитися з великою обережністю. Безумовно, і тема гомосексуальності, і непрості стосунки з жінками близькі самому Місімі, проте назва роману «Сповідь маски» натякає, що сповідається не сам автор, а якась личина. Ймовірно, що наприкінці роману ця маска не знята, вона залишилася.

## Гомосексуальні мотиви

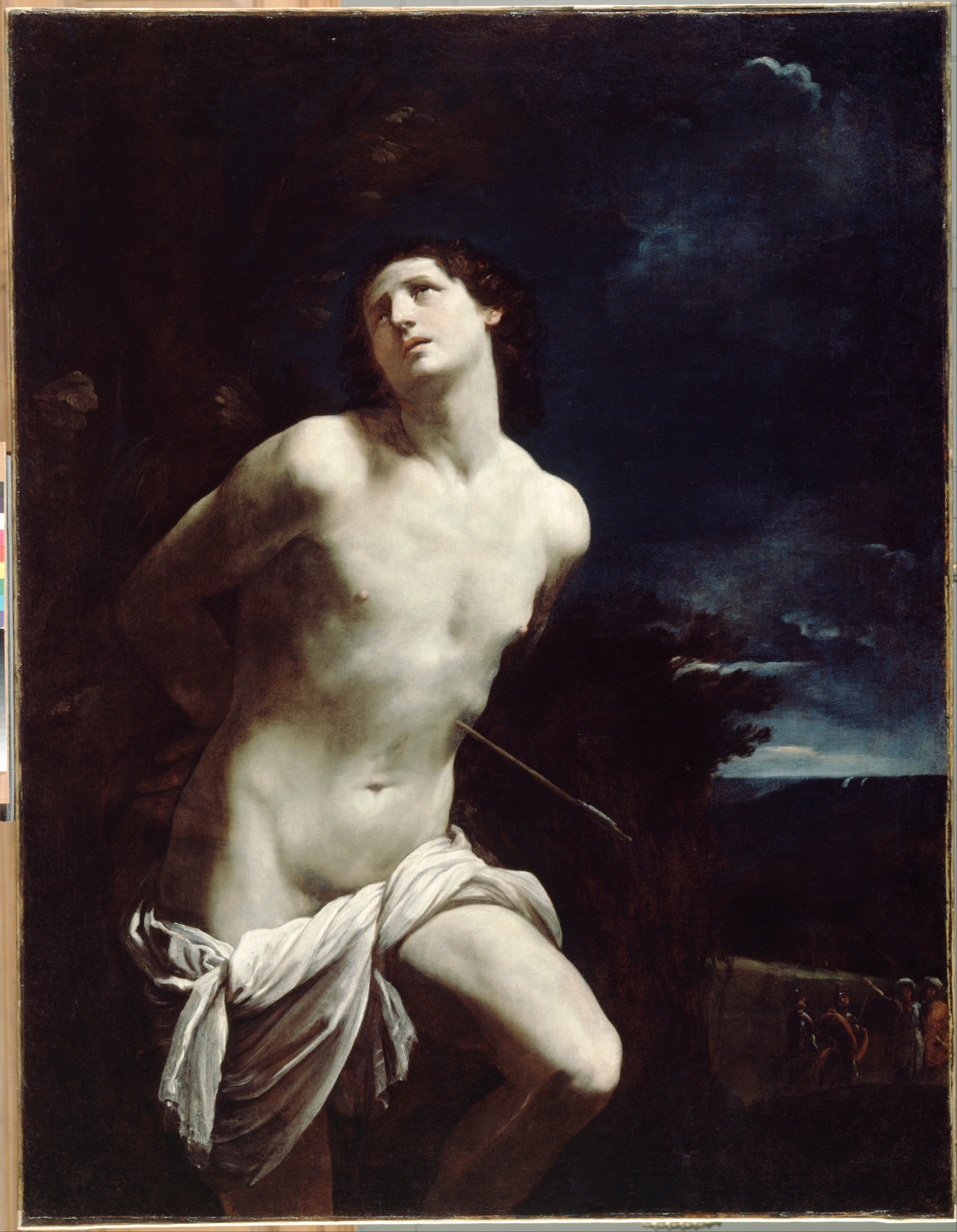
Гвідо Рені — Святий Себастьян

Гомосексуальні мотиви, що виразно звучать у «Сповіді маски», хоча і не були новими для японської літератури (їх використовували і давніші автори, зокрема Іхара Сайкаку), втім зміст твору Місіми шокував своєю відвертістю доволі консервативне японське суспільство, в якому традиційно було заведено являти на позір соціальні маски, а не оголювати власні переживання й таємниці. Справа навіть не у мотивах одностатевого кохання, а в самій подачі, незавуальованості, глибинному психологізмі героїв.
Хоча герой роману і відчуває гомоеротичні переживання до осіб своєї статі, це не відповідає тому, щоб застосувати до нього терміну «гомосексуал», оскільки його сексуальні нахили не тотожні поняттю «гомосексуальності» в сучасному західному світі. Факт, що герой відчуває статевий потяг до чоловіків старшого віку є спорідненим з японською традицією чоловічої любові nanshoku (яп. 男色), яка зазвичай складається зі стосунків старшого чоловіка і молодшого хлопчика. Проте, попри відмінність таких стосунків у західному світі з традиційним nanshoku, який визнавався і навіть вітався в досучасній Японії, герой роману вважає такі статеві бажання грішними і ганебними. На його розуміння своєї сексуальності впливають упередження про чоловічу любов, що існують у поглядах на гомосексуальність на Заході.
Сексуальність головного героя роману надихається образами сильних чоловічих тіл, що на них падає тінь смерті та болю. Одним із таких збудників стають репродукції картин зі святим Себастьяном, прикутим до дерева гострими стрілами, іншим — запах поту солдат, що маршувають токійськими вулицями. Саме ці настрої та вподобання автора й визначили всю подальшу тематику його творчості.

## Переклад українською
- Місіма, Юкіо. Сповідь маски / переклад з японської Ігор Дубинський // Всесвіт. — К. : Радянський письменник, 1991. — № 8. — С. 3-71.